# Emil Kornvig
Emil Kornvig (født 28. april 2000) er en dansk fodboldspiller, der spiller for norske SK Brann.

## Lyngby Boldklub
Emil Kornvig har sin fodbolopdragelse i Lyngby BK, og i 2020 blev han rykket op på førsteholdet.
I forbindelse med Covid-19 epidemien i 2020 blev Emil Kornvig testet positiv den 23. september 2020 forud for Lyngbys kamp mod FC Nordsjælland.

## Spezia Calcio
Emil Kornvig blev d. 20. juli 2021 solgt til den italienske Serie A klub Spezia Calcio, som valgte at leje ham ud til Superliga-klubben SønderjyskE for sæsonen 2021-22.